# FC Viktoria Forst
Der FC Viktoria Forst war ein Fußballverein aus dem Stadtteil Berge der Stadt Forst (Lausitz). Er wurde im Jahr 1901 gegründet und bestand bis zum Ende des Zweiten Weltkrieges. In den 1920er Jahren qualifizierte sich Viktoria Forst mehrfach für die Endrunde um die deutsche Fußballmeisterschaft. Mit einem Titelgewinn und fünf Vizemeistertiteln gehörte man zu den führenden Klubs des Südostdeutschen Fußball-Verbandes.

## Geschichte

### 1901 bis 1914 Gründung und erster Spielbetrieb
| Saison    | Spielklasse             | Level                   | Platz                   | Tore                    | Punkte                  |
| --------- | ----------------------- | ----------------------- | ----------------------- | ----------------------- | ----------------------- |
| 1901/02   | keine Daten überliefert | keine Daten überliefert | keine Daten überliefert | keine Daten überliefert | keine Daten überliefert |
| 1902/03   | keine Daten überliefert | keine Daten überliefert | keine Daten überliefert | keine Daten überliefert | keine Daten überliefert |
| 1903/04   | keine Daten überliefert | keine Daten überliefert | keine Daten überliefert | keine Daten überliefert | keine Daten überliefert |
| 1904/05   | VNBV 1. Klasse          | I                       | 6.                      | 7:8                     | 4:16                    |
| 1905/06   | VNBV 1. Klasse          | I                       | 2.                      | 19:9                    | 15:5                    |
| 1906/07   | 1. Klasse Niederlausitz | I                       | 4.                      | 12:11                   | 6:12                    |
| 1907/08   | 1. Klasse Niederlausitz | I                       | 5.                      | 11:29                   | 4:16                    |
| 1908/09   | 1. Klasse Niederlausitz | I                       | 5.                      | 14:15                   | 7:13                    |
| 1909/10   | 2. Klasse Niederlausitz | II                      | 1.                      | 49:5                    | 20:0                    |
| 1910/11   | 1. Klasse Niederlausitz | I                       | 5.                      | 8:18                    | 6:14                    |
| 1911/12 a | 1. Klasse Niederlausitz | I                       | 3.                      | 5:10                    | 6:2                     |
| 1912/13   | 1. Klasse Niederlausitz | I                       | 3.                      | 37:22                   | 20:12                   |
| 1913/14   | 1. Klasse Niederlausitz | I                       | 1.                      | 50:13                   | 25:7                    |
| 1913/14   | Endrunde SOFV           |                         | Halbfinale              | Halbfinale              | Halbfinale              |

|  | Niederlausitzer Fußballmeister |
|  | Aufstieg                       |
|  | Abstieg                        |

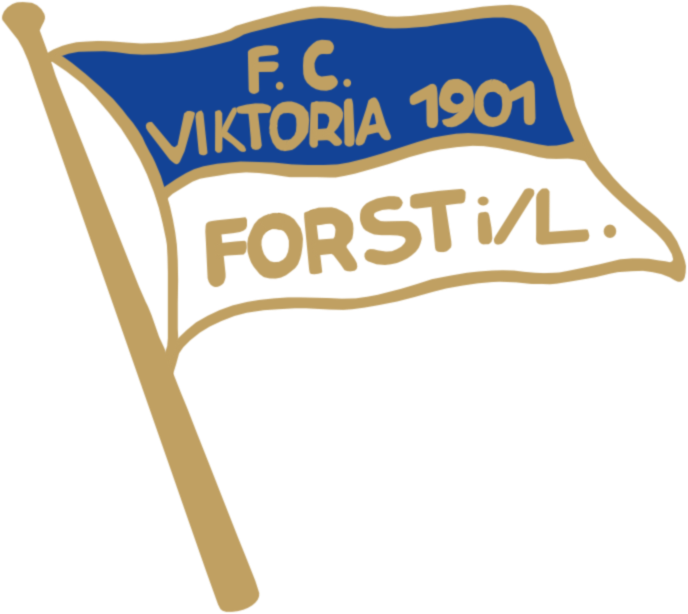
Altes Logo des FC Viktoria Forst.
(1901–1931)

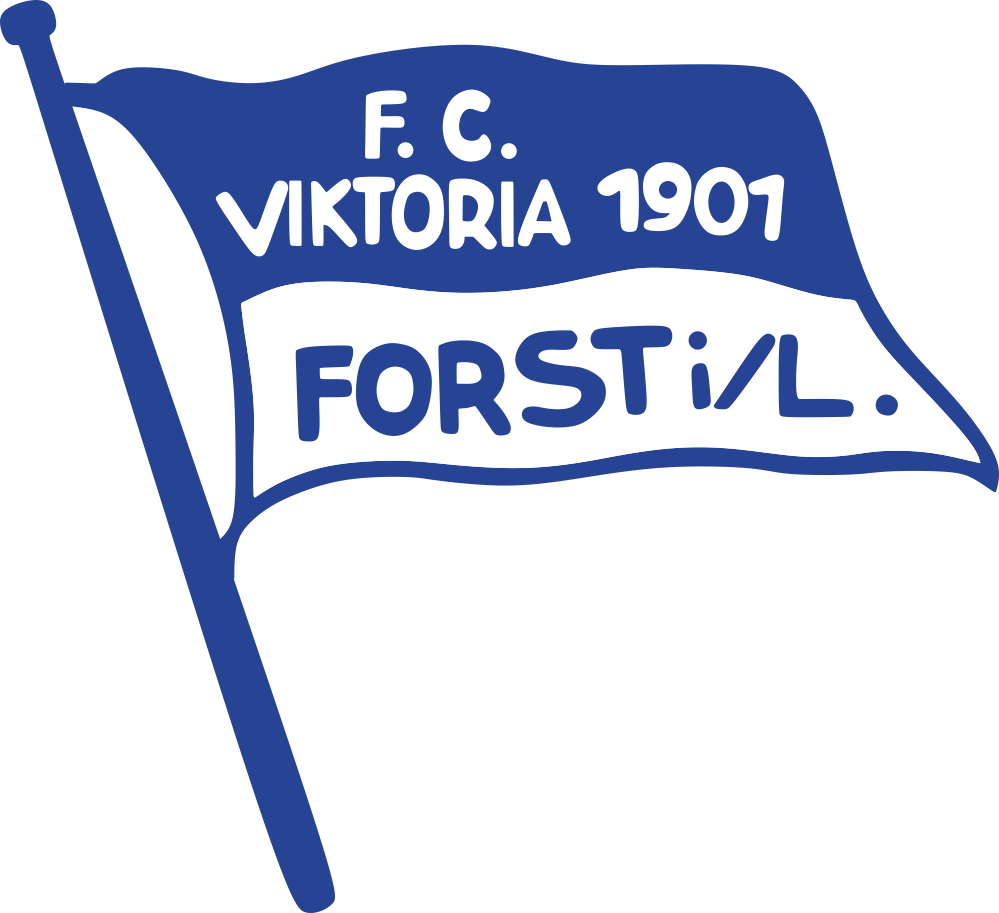
Andere Variation des Wappens von Viktoria Forst (Artur Piwko)

Der FC Viktoria Forst wurde 1901 in der Tuchmacherstadt Forst (Lausitz) gegründet, der Spielplatz befand sich in der Commandantenstr. (Ecke Commandanten- und Heidestraße) im östlich der Lausitzer Neiße gelegenen Stadtteil Berge. Da sich der Verband Niederlausitzer Ballspiel-Vereine zu diesem Zeitpunkt aufgelöst hatte, konnte Viktoria Forst anfangs keine regelmäßigen Punktspiele austragen. Ob Viktoria, ähnlich wie der lokale Konkurrent FC Askania Forst, in anderen Verbänden spielte, konnte bisher nicht ermittelt werden. Zur Saison 1904/05 spielte der Verband Niederlausitzer Ballspiel-Vereine wieder eine Endrunde aus, bei der auch Viktoria Forst teilnahm. Nachdem Forst in dieser Saison auf dem letzten Platz landete, konnte die Leistung in der folgenden Saison gesteigert werden, so dass Forst Platz 2 erreichte und sich nur dem FV Brandenburg Cottbus geschlagen geben musste.
1906 gründete sich der Südostdeutsche Fußball-Verband (SOFV) und richtete die südostdeutsche Fußballmeisterschaft aus, deren Sieger für die Endrunde um die deutsche Fußballmeisterschaft qualifiziert waren. Die teilnehmenden Vereine des SOFV wurden in gleichrangige regionale Bezirksklassen eingeteilt, deren Sieger die südostdeutsche Fußballmeisterschaft ausspielten. Viktoria Forst spielte fortan in der Bezirksklasse Niederlausitz. In der Premierensaison erreichte Forst einen Mittelfeldplatz, auch in den kommenden Spielzeiten fanden sich die Forster regelmäßig im Mittelfeld der Tabelle wieder. In der Saison 1908/09 landete Viktoria Forst auf Platz 4 von sechs teilnehmenden Mannschaften, musste jedoch aus unbekannten Gründen am Relegationsspiel gegen den Sieger der 2. Klasse antreten. Dieses Spiel verlor Viktoria gegen den FC Deutschland Forst mit 1:2 und stieg somit ab. Bereits in der kommenden Spielzeit stieg der Verein ohne Punktverlust wieder in die oberste Liga auf. Nach weiteren gesicherten Mittelfeldplätzen in den folgenden Spieljahren gewann Viktoria in der Saison 1913/14 erstmals die Niederlausitzer Fußballmeisterschaft und durfte somit an der südostdeutschen Endrunde teilnehmen. Nachdem die Forster in der 1. Runde ein Freilos gezogen hatten, wartete im Halbfinale der spätere Dauerrivale Verein Breslauer Sportfreunde. In einem knappen Spiel verloren die Forster mit 1:2 und schieden aus. Die kommenden Spielzeiten wurden auf Grund des Ersten Weltkriegs nicht ausgespielt.

### 1919 bis 1933 Dominanz in der Niederlausitz
| Saison  | Spielklasse                        | Level | Platz         | Tore          | Punkte        |
| ------- | ---------------------------------- | ----- | ------------- | ------------- | ------------- |
| 1919/20 | Bezirksliga Niederlausitz          | I     | 1.            | 27:8          | 12:2          |
| 1919/20 | Endrunde SOFV                      |       | Finale        | Finale        | Finale        |
| 1920/21 | Bezirksliga Niederlausitz          | I     | 1.            | 56:12         | 29:1          |
| 1920/21 | Endrunde SOFV                      |       | Finale        | Finale        | Finale        |
| 1920/21 | Bezirksliga Niederlausitz          | I     | 2.            | 63:28         | 24:8          |
| 1920/21 | Endrunde SOFV                      |       | Finale        | Finale        | Finale        |
| 1920/21 | DM 1921/22                         |       | Viertelfinale | Viertelfinale | Viertelfinale |
| 1922/23 | Gauliga Forst                      | I     | 1.            | 57:9          | 18:2          |
| 1922/23 | Bezirksmeisterschaft Niederlausitz | I     | 2.            | 11:2          | 2:2           |
| 1923/24 | Gauliga Forst                      | I     | 1.            | 50:16         | 19:1          |
| 1923/24 | Bezirksmeisterschaft Niederlausitz | I     | 1.            | 14:2          | 4:0           |
| 1923/24 | Endrunde SOFV                      |       | 2.            | 13:3          | 6:2           |
| 1923/24 | Gauliga Forst                      | I     | 1.            | 60:7          | 27:1          |
| 1923/24 | Bezirksmeisterschaft Niederlausitz | I     | 1.            | 8:2           | 4:0           |
| 1923/24 | Endrunde SOFV                      |       | 1.            | 14:4          | 8:2           |
| 1923/24 | DM 1924/25                         |       | Achtelfinale  | Achtelfinale  | Achtelfinale  |
| 1925/26 | Bezirksliga Niederlausitz          | I     | 2.            | 111:20        | 34:2          |
| 1925/26 | Endrunde SOFV                      |       | 2.            | 33:5          | 11:1          |
| 1925/26 | DM 1925/26                         |       | Achtelfinale  | Achtelfinale  | Achtelfinale  |
| 1926/27 | Bezirksliga Niederlausitz          | I     | 2.            | 75:29         | 26:10         |
| 1927/28 | Bezirksliga Niederlausitz          | I     | 3.            | 55:37         | 16:12         |
| 1928/29 | Bezirksliga Niederlausitz          | I     | 2.            | 37:27         | 19:9          |
| 1928/29 | Endrunde SOFV                      |       | 3.            | 20:16         | 9:7           |
| 1929/30 | Bezirksliga Niederlausitz          | I     | 1.            | 58:18         | 22:6          |
| 1929/30 | Endrunde SOFV                      |       | 4.            | 21:22         | 8:12          |
| 1930/31 | Bezirksliga Niederlausitz          | I     | 1.            | 63:19         | 22:6          |
| 1930/31 | Endrunde SOFV                      |       | 6.            | 18:24         | 7:11          |
| 1931/32 | Bezirksliga Niederlausitz          | I     | 1.            | 57:21         | 22:6          |
| 1931/32 | Endrunde SOFV                      |       | 6.            | 11:29         | 4:16          |
| 1932/33 | Bezirksliga Niederlausitz          | I     | 5.            | 35:33         | 14:14         |

|  | Südostdeutscher & Niederlausitzer Fußballmeister                                |
|  | Niederlausitzer Fußballmeister                                                  |
|  | Teilnahme an der deutschen Fußballmeisterschaft als südostdeutscher Vizemeister |

Während des Ersten Weltkriegs wurde keine Fußballmeisterschaft ausgespielt. Die erste reguläre Saison fand wieder 1919/20 statt. Obwohl viele Fußballspieler in den Krieg ziehen mussten und an den Kriegsfolgen starben oder als Invaliden zurückkamen, hatte Viktoria Forst keine Mühe, eine schlagkräftige Mannschaft zusammenzustellen, und wurde in der ersten Saison nach dem Krieg zum zweiten Mal Niederlausitzer Fußballmeister. In der Endrunde erreichten die Forster das Endspiel, mussten sich jedoch erneut den Vereinigten Breslauer Sportfreunde geschlagen geben, diesmal gewann Breslau deutlich mit 6:2. In der Saison 1920/21 wurde Forst ungeschlagen erneut Niederlausitzer Fußballmeister. Wie bereits in den zwei Spielzeiten zuvor erreichte Forst erneut das Endspiel der südostdeutschen Fußballmeisterschaft und musste sich wieder den Vereinigten Breslauer Sportfreunde geschlagen geben. In der Verlängerung verlor Forst mit 1:2, so dass es erneut nur zum Vizemeister in Südostdeutschland gereicht hatte. Glück hatten die Forster dann in der Saison 1921/22. Nachdem Forst in der Niederlausitz hinter dem Cottbuser FV 1898 nur den zweiten Tabellenplatz belegt hatte, Cottbus jedoch aus unbekannten Gründen auf die Teilnahme an der südostdeutschen Endrunde verzichtete, durfte Forst doch noch an dieser teilnehmen. Nach Beendigung dieser Endrunde waren drei Mannschaften (Vereinigte Breslauer Sportfreunde, FC Viktoria Forst, FC Preußen Kattowitz) punktgleich, so dass Entscheidungsspiele nötig wurden. In der Zwischenzeit fiel die Stadt Kattowitz jedoch an Polen, so dass Spieler des FC Preußen Kattowitz wegen Passschwierigkeiten vorerst nicht an der Entscheidungsspielen teilnehmen konnten. Um dennoch einen Teilnehmer für die Endrunde zur deutschen Meisterschaft schicken zu können, fand ein Entscheidungsspiel zwischen den Breslauer Sportfreunden und Viktoria Forst statt, welches die Forster gewannen. Die Entscheidung um die südostdeutsche Meisterschaft fand dann später statt. Dort konnten sich die Breslauer durchsetzen, konnten aber aus zeitlichen Gründen nicht mehr an der deutschen Meisterschaft teilnehmen. Bei der deutschen Fußballmeisterschaft 1921/22 schied Viktoria Forst am 21. Mai 1912 knapp durch eine 0:1-Auswärtsniederlage gegen den SV Norden-Nordwest Berlin im Viertelfinale aus.
In der Saison 1922/23 wurde Viktoria Forst Zweiter in der Niederlausitzer Finalgruppe. Bereits in der folgenden Saison wurde Viktoria Forst erneut Niederlausitzer Fußballmeisterschaft. Bei der darauf folgenden südostdeutschen Endrunde musste sich Forst erneut den Vereinigten Breslauer Sportfreunden geschlagen geben und wurde südostdeutscher Vizemeister. 1924/25 wurde Forst ungeschlagen zum fünften Mal Niederlausitzer Fußballmeister. In der südostdeutschen Endrunde war Forst am Ende punktgleich mit dem Breslauer SC 08, so dass ein Entscheidungsspiel nötig wurde. Dieses fand am 5. April 1925 in Cottbus statt, Viktoria Forst gewann mit 1:0 und wurde erstmals Südostdeutscher Fußballmeister. Mit diesem Sieg qualifizierten sich die Forster für die deutsche Fußballmeisterschaft 1924/25. Am 3. Mai 1925 traf Viktoria im Achtelfinale im Forster Stadion vor 7.000 Zuschauern auf Schwarz-Weiß Essen. Nachdem der frühe Gegentreffer von Schulte kurz vor Ende der ersten Halbzeit durch einen Treffer von Bruno Lehmann ausgeglichen werden konnte, mussten die Forster zehn Minuten vor Ende der Partie einen erneuten Gegentreffer hinnehmen und schieden schließlich mit 1:2 aus. Am 16. August 1925 wurde vor 2.000 Zuschauern in Forst in einem Freundschaftsspiel Betis Sevilla mit 4:0 geschlagen.
In der Saison 1925/26 wurde Forst Zweiter in der Bezirksliga Niederlausitz, durfte jedoch als südostdeutscher Titelverteidiger ebenfalls an der Endrunde teilnehmen. Wie bereits im Vorjahr waren zum Ende der Endrunde erneut Viktoria Forst und der Breslauer SC 08 punktgleich, so dass wieder ein Entscheidungsspiel nötig wurde. Nachdem das Entscheidungsspiel, welches am 2. Mai 1926 in Beuthen stattfand, 0:0 ausging, musste ein zweites Entscheidungsspiel ausgetragen werden. Dieses am 9. Mai 1926 ausgetragene Spiel gewann der Breslauer SC 08 mit 3:2, so dass Viktoria Forst zum fünften Mal Vizemeister in Südostdeutschland wurde. Durch die Vizemeisterschaft qualifizierten sich die Forster für die deutsche Fußballmeisterschaft 1925/26, schieden dort wie im Vorjahr bereits im Achtelfinale aus. Der spätere deutsche Fußballmeister SpVgg Fürth war zu stark, Forst verlor Auswärts mit 0:5. In den kommenden drei Jahren musste sich Forst regional den Cottbusern Vereinen geschlagen geben und erreichte vordere Platzierungen in der Niederlausitz. Ab der Saison 1929/30 wurde Viktoria Forst dreimal hintereinander Niederlausitzer Fußballmeister, konnte jedoch in der südostdeutschen Endrunde keine vorderen Platzierungen mehr erreichen. Durch den industriellen Aufschwung in Oberschlesien stieg die Spielstärke dort erheblich an, während Vereine aus der Niederlausitz Anfang der 1930er nur noch Mittelmaß waren. Die letzte Spielzeit des Südostdeutschen Fußball-Verbandes endete für Viktoria Forst auf einem enttäuschenden fünften Platz. Im Zuge der Gleichschaltung wurde der Südostdeutscher Fußball-Verband wenige Monate nach der Machtübernahme der Nationalsozialisten im Jahre 1933 aufgelöst.

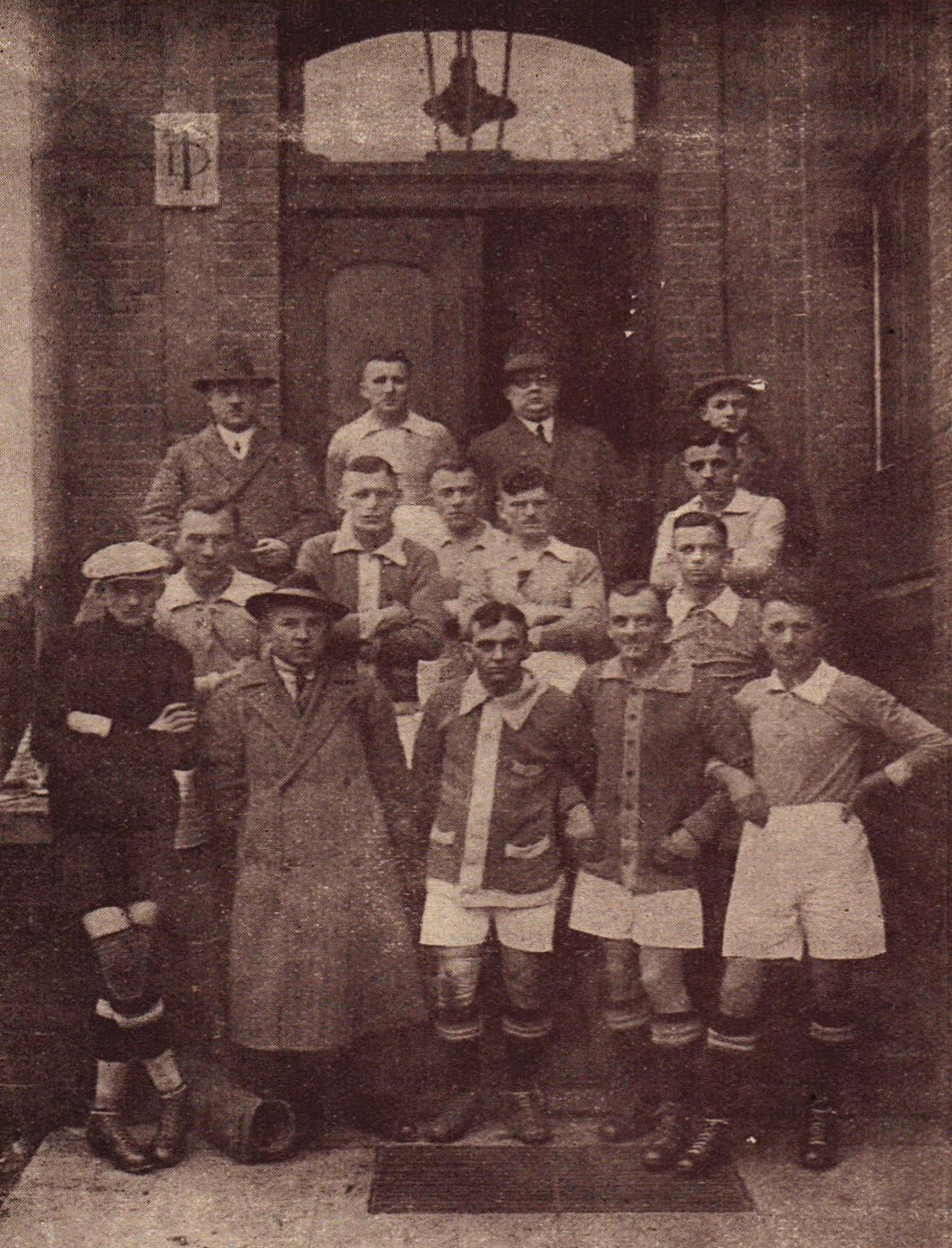
Fußballmannschaft des FC Viktoria Forst, die im Jahr 1925 südostdeutscher Meister wurde.
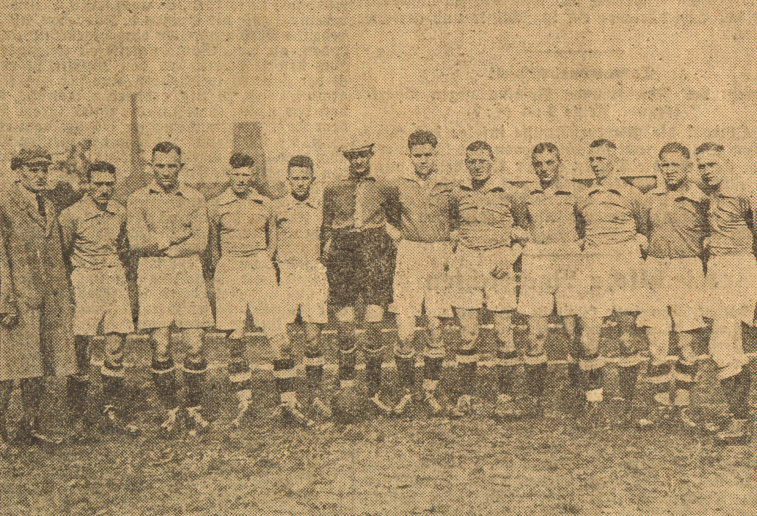
Spieler des FC Viktoria Forst im Jahr 1926.
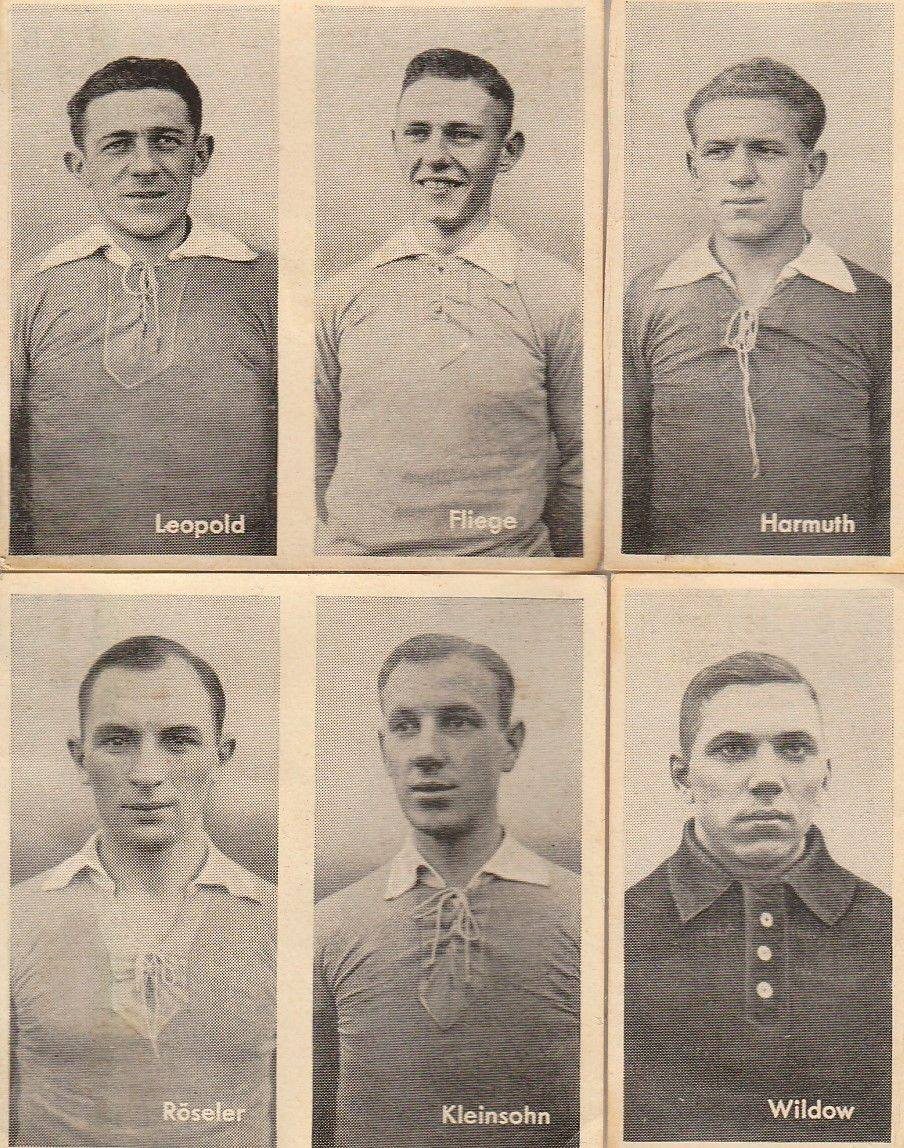
Spieler von Viktoria Forst 1931/32.
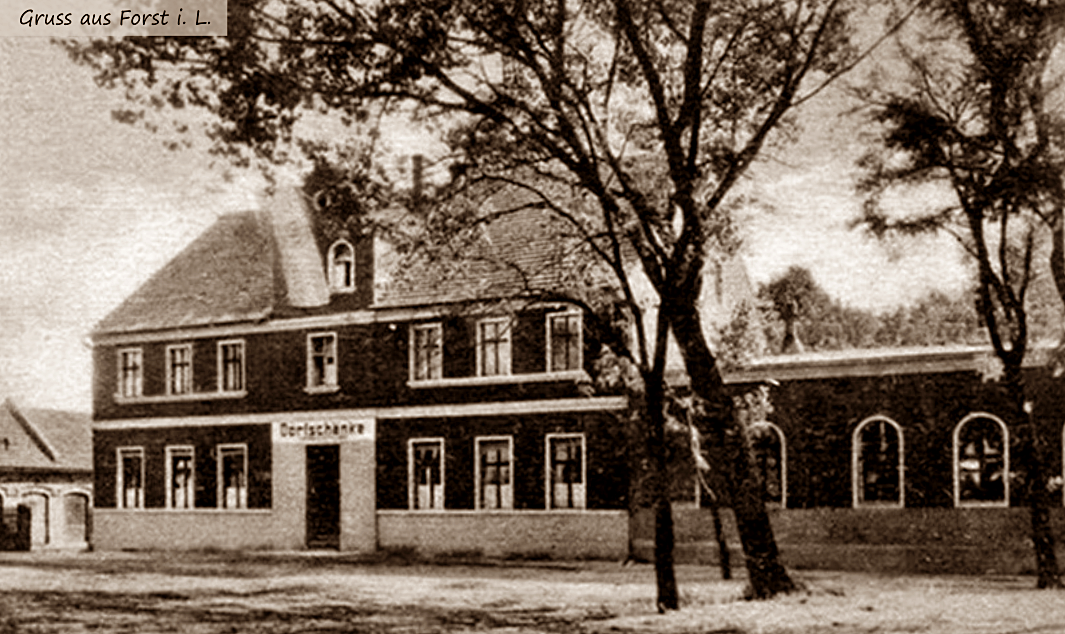
Das Restaurant "Dorfschänke" war Vereinslokal des 1901 gegründeten Vereins FC Viktoria Forst.

### 1933 bis 1945 Vereinsfusion und Zweitklassigkeit
| Saison     | Spielklasse                                | Level                   | Platz                   | Tore                    | Punkte                  |
| ---------- | ------------------------------------------ | ----------------------- | ----------------------- | ----------------------- | ----------------------- |
| 1933/34    | Bezirksklasse Frankfurt (Oder)/Lausitz Süd | II                      | 1.                      | 66:46                   | 24:12                   |
| 1934/35    | Bezirksklasse Ostlausitz                   | II                      | 5.                      | —                       | —                       |
| 1935/36    | Bezirksklasse Ostlausitz                   | II                      | 6.                      | 37:40                   | 20:20                   |
| 1936/37    | Bezirksklasse Ostlausitz                   | II                      | 5.                      | 41:42                   | 18:22                   |
| 1937/38    | Bezirksklasse Westlausitz                  | II                      | 11.                     | 21:48                   | 09:31                   |
| 1938/39    | Kreisklasse Forst                          | III                     | 1.                      | —                       | —                       |
| ab 1939/40 | keine Daten überliefert                    | keine Daten überliefert | keine Daten überliefert | keine Daten überliefert | keine Daten überliefert |

|  | Teilnehmer an Aufstiegsrunde zur Gauliga |
|  | Aufsteiger                               |
|  | Absteiger                                |

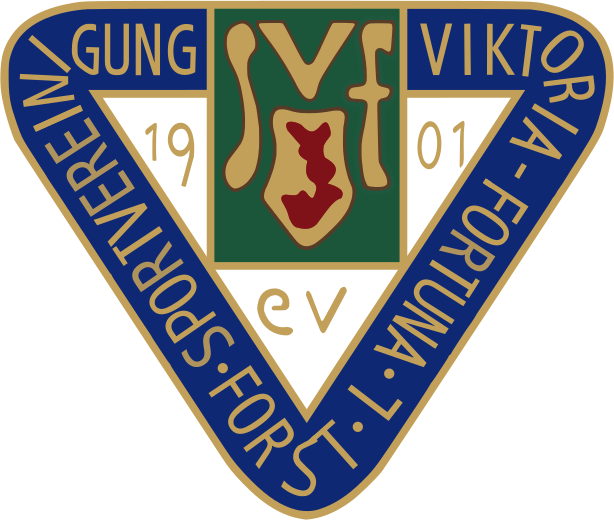
Logo der SpVg Viktoria-Fortuna Forst.
(1933–1934)

1933 erfolgte eine Vereinsfusion mit Fortuna Forst zu Viktoria-Fortuna Forst, im Frühjahr 1934 erfolgte die Umbenennung zum FC 1901 Forst. An die Erfolge der früheren Jahre konnte Forst allerdings nicht mehr anknüpfen. Im Zuge der Gleichschaltung wurde der Südostdeutsche Fußball-Verband wenige Monate nach der Machtübernahme der Nationalsozialisten im Jahre 1933 aufgelöst. Die überwiegende Anzahl der Vereine wurde nach 1933 der Gauliga Schlesien und den dazugehörigen unterklassigen Ligen zugeordnet, einzig die Vereine aus Forst, Cottbus und Guben aus der Bezirksklasse Niederlausitz wurden der Gauliga Berlin-Brandenburg beziehungsweise den dazugehörigen unteren Ligen zugeordnet. Nur der letztmalige Niederlausitzer Fußballmeister hatte Anspruch auf einen Startplatz in der obersten Gauliga, alle weiteren Verein wurden in der Liga-Hierarchie eingeordnet. Da Viktoria Forst in der Saison 1932/33 nur den fünften Tabellenplatz erreichte, durfte die Mannschaft, nun als FC 1901 Forst firmierend, nicht an der Gauliga teilnehmen und wurde in die zweitklassige Bezirksklasse Frankfurt (Oder)/Lausitz eingeordnet. Bereits in der ersten Saison wurde Forst Erster der Gruppe Süd. Nachdem in der Abschlusstabelle Forst und der FC Alemannia Großräschen punktgleich waren, war ein Entscheidungsspiel nötig, welches Forst mit 4:1 gewann. Dadurch qualifizierte sich der Verein für die Aufstiegsspiele zur Gauliga Berlin-Brandenburg, Gegner war der 1. FC Guben, seines Zeichens Sieger der Gruppe Nord der Bezirksklasse Frankfurt (Oder)/Lausitz. Das erste Spiel gewannen die Gubener mit 3:0, das Rückspiel konnten die Forster mit 4:1 zu gewinnen. Im entscheidenden dritten Spiel gewann Guben mit 4:2, der FC 1901 Forst verpasste somit den Aufstieg in die Gauliga Berlin-Brandenburg 1934/35. Zur Saison 1934/35 wurden die Bezirksklassen nochmals umgruppiert, Forst spielte fortan in der Bezirksklasse Ostlausitz. Ergebnisse aus den einzelnen Saisons sind aktuell nur teilweise überliefert.

### Situation nach dem Zweiten Weltkrieg

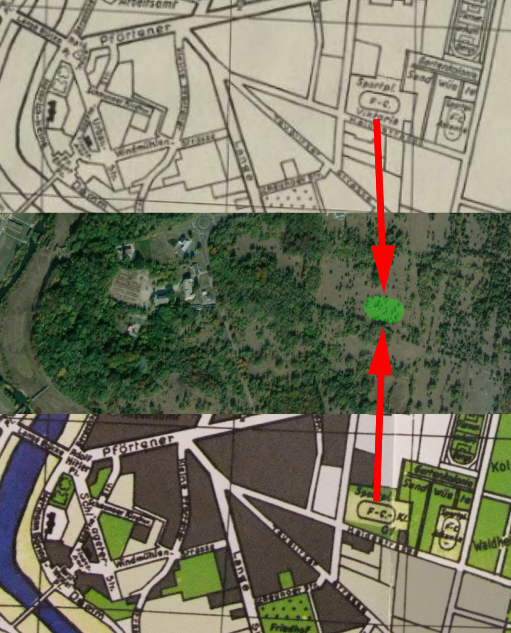
Lage des ehemaligen Viktoria-Platzes in Forst-Berge (heute: Zasieki, Polen)

Das Stadion von Viktoria Forst befand sich im ehemaligen Stadtteil Berge östlich der Neiße. Nach dem Zweiten Weltkrieg fiel das Territorium an Polen. Sämtliche Gebäude, öffentliche Einrichtungen und Straßen wurden abgetragen, um Baumaterial für den Wiederaufbau des Landesinneren zu erhalten. Damit erlitt der FC Viktoria Forst dasselbe Schicksal wie der FC Askania Forst, denn eine Neugründung erfolgte weder auf deutscher noch auf polnischer Seite.

## Erfolge
- 3 × Teilnahme an der Endrunde um die deutsche Meisterschaft: 1922, 1925, 1926.
- 1 × Südostdeutscher Meister: 1925.
- 5 × Südostdeutscher Vizemeister: 1920, 1921, 1922, 1924, 1926.
- 8 × Niederlausitzer Meister: 1914, 1920, 1921, 1924, 1925, 1930, 1931, 1933

## Bedeutende Spiele

### Deutsche Fußballmeisterschaft 1921/22
Viertelfinale
| SV Norden-Nordwest – Viktoria Forst 1:0 (0:0) | |
| Austragungsort                                | Viktoria-Platz, Berlin, 21. Mai 1922, 10.000 Zuschauer                                                                                                  |
| Aufstellung Berlin                            | Paul Bork – Max Wuschke, Arthur Mohns – Karl Berndt, Karl Wiegand, Otto Düllnard – Hugo Ansorge, Otto Montag, Walter Schulz, Adolf Trotschinsky, Aßmann |
| Aufstellung Forst                             | Walter Jurk – Karl Lerche, Lürke – Danke, Willi Bellak, Richard Rösler – Karl Mühlmann, Heider, Willi Horn, Bruno Lehmann, Hermann Lehmann              |
| Schiedsrichter                                | Erich Chemnitz, Leipzig |
| Tore                                          | 1:0 Montag (85.) |

### Deutsche Fußballmeisterschaft 1924/25
Viertelfinale
| Viktoria Forst – ETB Schwarz-Weiß Essen 1:2 (1:1) | |
| Austragungsort                                    | Forster Stadion, Forst (Lausitz), 3. Mai 1925, 7.000 Zuschauer |
| Aufstellung Forst                                 | Walter Jurk – Karl Lerche, Georg Erfurt – Otto Liebig, Franz Horscht, Richard Rösler – Erich Smantek, Hans Wortha, Max Leopold, Bruno Lehmann, Max Henschel                   |
| Aufstellung Essen                                 | Karl Bell – Karl Vollbrecht, Franz Henscheid, August Bomberg, Jonny Heuken, Willi Multhaupt – Otto Kreitz, Willi Bauer, Julius Thiekötter, Willi Schulte, Bernhard Kellerhoff |
| Schiedsrichter                                    | Bruno Röhrbein, Berlin |
| Tore                                              | 0:1 Schulte (20.), 1:1 Lehmann (43.), 1:2 Bauer (80.) |

### Deutsche Fußballmeisterschaft 1925/26
Viertelfinale
| SpVgg Fürth – Viktoria Forst 5:0 (2:0) | |
| Austragungsort                         | Rohnhof, Fürth, 16. Mai 1926, 10.000 Zuschauer |
| Aufstellung Fürth                      | Gustav Hörgreen – Josef Müller, Hans Hagen – Hans Krauß, Ludwig Leinberger, Konrad Kleinlein – Karl Auer, Andreas Franz, Leonhard Seiderer, Willy Ascherl, Leonhard Weiß |
| Aufstellung Forst                      | Walter Jurk – Karl Lerche, Georg Erfurt – Otto Liebig, Bruno Lehmann, Richard Rösler – Erich Smantek, Hans Wortha, Erich Mattiske, Alfred Schulz, Hermann Lehmann        |
| Schiedsrichter                         | Fritz Zimmermann, Leipzig |
| Tore                                   | 1:0 Ascherl (3.), 2:0 Erfurt (Eigentor) (45.), 3:0 Ascherl (57.), 4:0 Franz (Elfmeter) (64.), 5:0 Franz (90.)                                                            |

## Bekannte Spieler
- Bruno Lehmann